# Inezia inornata
Inezia inornata là một loài chim trong họ Tyrannidae.